# 威爾士親王
威爾斯親王（英語：Prince of Wales，發音：[təu̯ˈəsoɡ ˈkəmrɨ]）是傳統上授予英格蘭及後來英國王位繼承人的頭銜。這個頭銜最早由12世紀末的格溫內斯地區的威爾斯統治者使用，以此聲稱他們對其他威爾斯統治者的主導地位。1301年，愛德華一世為了象徵其對威爾斯征服的完成，將此頭銜授予了他的兒子卡那封的愛德華，從此開啟了將這一頭銜授予君主的兒子或孫子的傳統。威爾斯叛亂領袖歐文·格林杜爾於1400年至1415年期間也曾宣稱自己有該頭銜。
現任威爾斯親王是威廉，他於2022年9月9日由他的父親查爾斯三世冊封，並於2023年2月13日正式發出了專利特許證。近年來，這一頭銜在威爾斯引發了一些爭議。

## 威爾斯親王國時期的威爾斯親王

### 早期至1283年
首次記錄到使用「威爾斯親王」（prince of Walse）頭銜是在1160年代，由格溫內斯王國的統治者奧瓦因·格溫內斯，在他給法國國王路易七世的信件中提及。12世紀的威爾斯由多個盎格魯-諾曼的領地和幾個威爾斯原生的諸侯國組成，其中包括德赫巴思、波伊斯和格溫內斯王國，這些地區的統治者彼此爭奪統治權。奧瓦因在信中使用此頭銜，很可能是為了聲明自己超越其他威爾斯的統治者。這個頭銜（princeps Walliarum）的使用背景是參照早期羅馬帝國皇帝的稱號，這與後來英格蘭和英國皇室對王儲的使用方式有所不同。奧瓦因於1170年逝世後，直到1245年之前，除了德赫巴思的里斯·阿頗·格魯菲德之外，沒有其他統治者使用這一頭銜。在1180年代的兩份憲章中，里斯曾被稱為「威爾斯親王」或「威爾斯人的親王」（prince of the Welsh）。
1245年，格溫內斯的統治者达菲德·阿颇·格鲁菲德（Dafydd ap Gruffydd，达菲德二世）在他統治的末期開始恢復使用「威爾斯親王」這一頭銜。在此之前的幾年裡，包括达菲德二世在內的奧瓦因·格溫內斯繼承者們，則選擇了「北威爾斯親王」（prince of North Wales）或「阿伯弗勞親王兼斯諾登領主」（prince of Aberffraw and lord of Snowdon）等稱號。
然而，在达菲德的侄子兼接班人盧埃林·阿頗·格魯菲德統治格溫內斯期間，「威爾斯親王兼斯諾登領主」這一頭銜持續且穩定地使用了長達20年。從1262年到他1282年去世的整個時期，盧埃林均以此稱號自居。他將威爾斯親王國（涵蓋格溫內斯、德赫巴思、波伊斯以及部分邊疆地區）建立為一個政治實體，這一成就是通過大幅拓展其直接統治的領土至中部和南部威爾斯，以及促使所有其他威爾斯本土統治者在1263年前向他致敬並承認他的宗主地位來實現的。此外，盧埃林還建立了一套治理結構，有效地鞏固了他對整個威爾斯親王國，包括那些效忠於他的威爾斯統治者領土的控制。這些政治發展的重要性在1267年的蒙哥馬利條約中得到了英格蘭國王亨利三世的認可。正如詹金·貝弗利·史密斯所言，盧埃林的頭銜「不僅認可了他的地位，還在威爾斯政治史上宣告了其獨特性」。
盧埃林的親王國在愛德華一世於1277至1283年間對威爾斯的征服過程中遭到摧毀，期間盧埃林於1282年被殺害。他死後，其兄弟达菲德（达菲德三世）繼承了盧埃林的頭銜，並持續了幾個月的抵抗。然而，达菲德三世於1283年被擊敗並執行處決，親王國最終被愛德華一世永久併入英格蘭。

### 征服後的親王王位覬覦者
在14世紀，兩位宣稱自己為「威爾斯親王」的人試圖確認他們的身份：歐文·勞戈赫，他是格溫內斯親王的後代；以及歐文·格林杜爾，其祖先曾是德赫巴思及波伊斯的統治者。歐文·勞戈赫在1372年未能成功入侵威爾斯，而格林杜爾則在1400年發起了一場更為嚴重的叛亂。

## 英國王位繼承人

### 頭銜與角色

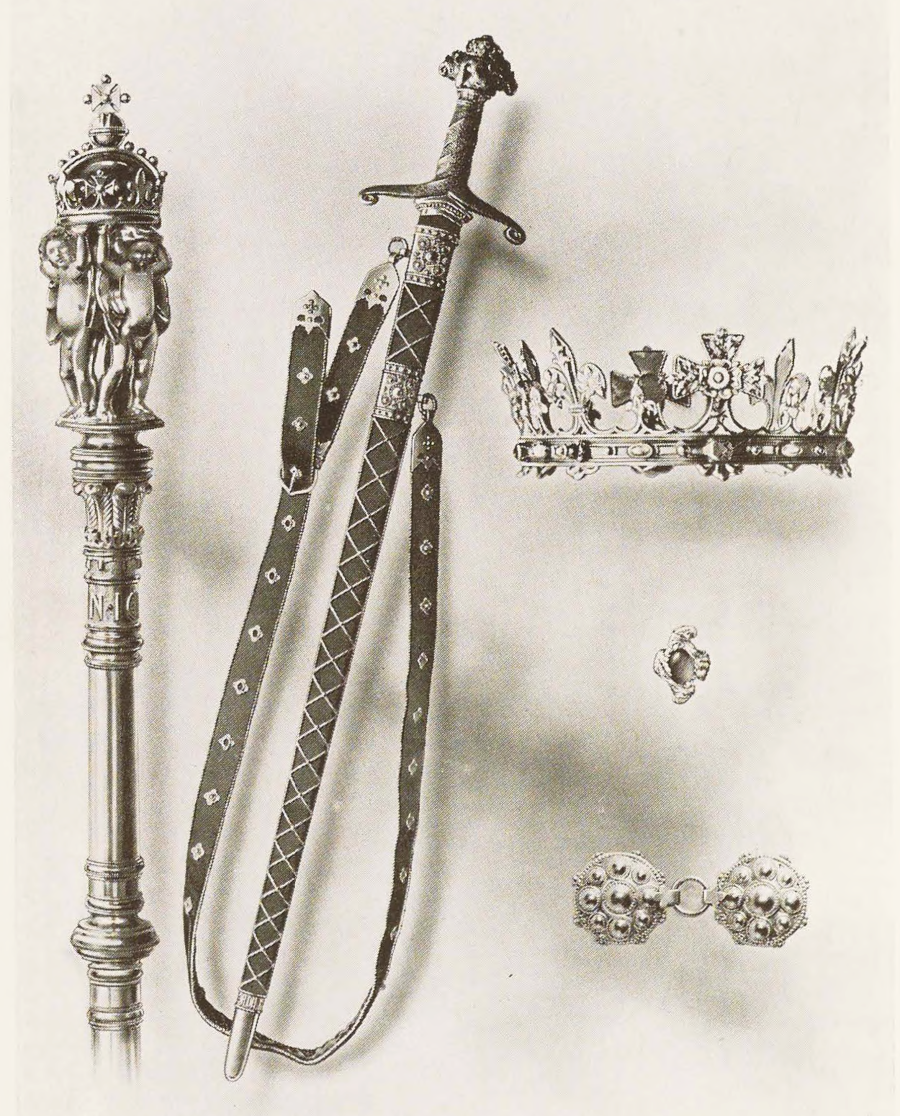
1911年為愛德華（後來的愛德華八世）的授封典禮所製作的「威爾士親王徽章」的描繪。

威爾斯親王並非自動獲得或可以繼承；當原任威爾斯親王登基時，頭銜會與王位合併。如果原任威爾斯親王比現任君主先去世，頭銜會歸還王位，由君主授予新的王位繼承人（例如已故親王的兒子或兄弟）。
一般來說，威爾斯親王還擁有其他頭銜和榮譽，尤其當他是君主的長子時：
- 自1301年起，「切斯特伯爵」頭銜通常會賜予每位英國王位的繼承人，自14世紀末起，該頭銜只會與「威爾斯親王」頭銜一併授予。兩個頭銜皆由君主冊封，並非自動獲得[21]。
- 威爾斯親王通常也會是康沃爾公爵。與「威爾士親王」頭銜不同，這一頭銜包含土地、憲法和行政職責。康沃爾公國由愛德華三世於1337年為他的兒子和繼承人黑太子愛德華所創立。憲章規定國王的長子將成為康沃爾公爵[22]。

根據法律或習俗，威爾斯親王的公開角色或職責並未獲得議會的正式立法或指派。查爾斯在擔任威爾斯親王期間，常常幫助伊莉莎白二世完成她的官方職責，包括代表她在倫敦迎接國賓以及參與國事訪問。他同時也代表女王及英國參與海外的各種國家和儀式性活動，例如葬禮。此外，威爾斯親王亦有權頒發皇家認證。

### 象徵
威爾斯親王的紋章是一簇羽毛，象徵他作為王位繼承人的身份。這些鴕鳥羽毛通常可追溯到黑太子愛德華。他在盾牌上採用黑底配三根銀色鴕鳥羽毛的圖案，被稱為他的「和平盾牌」，可能用於馬上槍術比賽。這個徽章反覆出現在他於坎特伯雷大教堂的墓穴上，與他父親的皇家紋章交替出現（愛德華三世國王的皇家紋章上有三點銀色標籤）。黑太子還在不同場合使用一根或多根鴕鳥羽毛作為他的紋章標誌。

## 重要事件

### 第一位英格蘭的威爾斯親王
為了確立對威爾斯的統治，愛德華一世創立了一項傳統，即將威爾斯親王的稱號授予英格蘭王位的法定繼承人。因此在1301年，愛德華把這一頭銜授予了他在威爾斯出生的長子，卡納封的愛德華，使他成為了首位金雀花王朝的威爾斯親王。
威廉·坎登在中描述了盧埃林被殺及愛德華一世將「威爾斯親王」頭銜授予給兒子的描述：
關於古代具有不列顛血統的威爾斯親王，讀者可以在《威爾斯歷史》一書中查閱詳細內容。至於我本人，認為為了本書的敘述目的，有必要簡要記錄近代那些出自英格蘭王室的威爾斯親王。亨利三世曾將威爾斯親王國的地位授予其子愛德華，後來的愛德華一世。當愛德華繼承王位後，他在位第十二年擊殺了最後一位具不列顛血統的親王——盧埃林·阿頗·格魯菲德。這一戰幾乎徹底摧毀了威爾斯的統治骨幹，愛德華也在此後將整個威爾斯地區納入英格蘭王國。當地人民也對他的兒子、出生於卡那封的愛德華宣誓效忠，愛德華一世並將其立為「威爾斯親王」。然而，愛德華二世並未延續此傳統，他並未正式授予兒子愛德華「威爾斯親王」的頭銜，只稱其為「切斯特伯爵」與「弗林特伯爵」，據我從歷史記錄中所見，國會也是以這兩個爵位名義召喚他出席，當時他才九歲。一直到愛德華三世，才正式恢復這項冊封儀式。他為長子、號稱「黑太子」的愛德華舉行隆重的封爵儀式，當時黑太子已是康瓦耳公爵與切斯特伯爵。他獲得國會同意，為其子戴上國事禮帽與冠冕，套上金戒指，並親手交付象徵威權的銀權杖，正式授予「威爾斯親王」的尊號。這也成為後世王儲被封為「威爾斯親王」的傳統開端。——威廉·坎登，Britannia（1607年）

## 歷任威爾斯親王

### 威尔士本土的威尔士亲王
- 927年前的君主請見威爾士國王（英语：King of Wales）。

| 威尔士亲王           | 任期           | 卸任原因 |
| -------------------- | -------------- | -------- |
| 里斯·阿颇·格魯菲德   | 1171年－1197年 | 任内逝世 |
| 盧埃林·阿頗·格魯菲德 | 1258年－1282年 | 任内逝世 |
| 达菲德·阿颇·格鲁菲德 | 1282年－1283年 | 任内逝世 |

1283年后，有3名威尔士贵族曾自称威尔士亲王，包括：马多格·阿颇·卢埃林（1294年－1295年宣称）、欧文·劳戈赫（1372年－1378年宣称）、欧文·格林杜尔（1400年－约1415年宣称）。

### 英格兰君主和不列颠君主册封的威尔士亲王
| 威尔士亲王                | 盾徽 | 与時任君主关系 | 就任           | 就任         | 卸任                        | 卸任                   | 其他头衔 | 家族                 | 君主         |
| 威尔士亲王                | 盾徽 | 与時任君主关系 | 时间           | 原因         | 时间                        | 原因                   | 其他头衔 | 家族                 | 君主         |
| ------------------------- | ---- | -------------- | -------------- | ------------ | --------------------------- | ---------------------- | --- | -------------------- | ------------ |
| 卡那封的爱德华            |      | 儿子           | 1301年2月7日   | 英皇會同國會 | 1307年7月7日                | 继位为爱德华二世       | 切斯特伯爵（1301年） | 金雀花王朝           | 爱德华一世   |
| 伍德斯托克 的愛德華       |      | 儿子           | 1343年5月12日  | 英皇會同國會 | 1376年6月8日                | 逝世                   | 康沃尔公爵（1337年）、阿基坦亲王（1362年）、切斯特伯爵（1333年） | 金雀花王朝           | 爱德华三世   |
| 波尔多的理 查德           |      | 孙子           | 1376年11月20日 | 受封         | 1377年6月21日               | 即位为理查德二世       | 康沃尔公爵（1376年）、切斯特伯爵（1376年） | 金雀花王朝           | 爱德华三世   |
| 蒙茅斯的亨 利             |      | 儿子           | 1399年10月15日 | 英皇會同國會 | 1413年3月20日               | 继位为亨利五世         | 康沃尔公爵（1399年）、阿基坦公爵（1390年）、兰开斯特公爵（1399年）、切斯特伯爵（1399年） | 兰开斯特王朝         | 亨利四世     |
| 威斯敏斯特 的爱德华       |      | 儿子           | 1454年3月15日  | 宪章         | 1471年4月11日               | 父亲被罢免             | 康沃尔公爵（1454年）、切斯特伯爵（1454年） | 兰开斯特王朝         | 亨利六世     |
| 约克的爱德 华             |      | 儿子           | 1471年6月26日  | 宪章         | 1483年4月9日                | 继位为爱德华五世       | 康沃尔公爵（1471年）、切斯特伯爵（1471年）、马奇伯爵（1479年）、彭布罗克伯爵（1479年） | 约克王朝             | 爱德华四世   |
| 米德尔赫姆 的爱德华       |      | 儿子           | 1483年8月24日  | 受封         | 1484年3月31日               | 逝世                   | 康沃尔公爵（1483年）、切斯特伯爵（1483年）、索尔兹伯里伯爵（1478年） | 约克王朝             | 理查三世     |
| 亚瑟·都铎                 |      | 儿子           | 1489年11月29日 | 受封         | 1502年4月2日                | 逝世                   | 康沃尔公爵（1486年）、切斯特伯爵（1489年） | 都铎王朝             | 亨利七世     |
| 亨利·都铎                 |      | 儿子           | 1504年2月18日  | 受封         | 1509年4月22日               | 继位为亨利八世         | 康沃尔公爵（1502年）、约克公爵（1494年）、切斯特伯爵（1504年） | 都铎王朝             | 亨利七世     |
| 爱德华·都铎               |      | 儿子           | 1537年10月18日 | 受封         | 1547年1月28日               | 继位为爱德华六世       | 康沃尔公爵（1537年）、切斯特伯爵（1537年） | 都铎王朝             | 亨利八世     |
| 亨利·弗雷德 里克王子      |      | 儿子           | 1610年6月4日   | 受封         | 1612年11月6日               | 逝世                   | 康沃尔公爵（1603年）、罗撒西公爵（1594年）、卡里克伯爵（1469年）、伦弗鲁男爵（1469年）、切斯特伯爵（1610年）、群岛之王（1469年）、苏格兰王子及王室管家（1469年） | 斯图亚特王朝         | 詹姆斯一世   |
| 查尔斯·斯图 亚特          |      | 儿子           | 1616年11月4日  | 受封         | 1625年3月27日               | 继位为查尔斯一世       | 康沃尔公爵（1612年）、罗撒西公爵（1612年）、约克公爵（1605年）、奥尔巴尼公爵（1600年）、卡里克伯爵（1612年）、伦弗鲁男爵（1612年）、切斯特伯爵（1616年）、 群岛之王（1612年）、苏格兰王子及王室管家（1612年）、 奥蒙德侯爵（1600年）、罗斯伯爵（1600年）、阿德曼诺勋爵（1600年）                           | 斯图亚特王朝         | 詹姆斯一世   |
| 查尔斯·斯图 亚特          |      | 儿子           | 1638年         | 受封         | 1649年1月30日               | 继位为查尔斯二世       | 康沃尔公爵（1630年）、罗撒西公爵（1630年）、卡里克伯爵（1630年）、伦弗鲁男爵（1630年）、切斯特伯爵（1638年）、群岛之王（1630年）、苏格兰王子及王室管家（1630年） | 斯图亚特王朝         | 查尔斯一世   |
| 詹姆斯·斯图 亚特          |      | 儿子           | 1688年7月4日   | 受封         | 1688年12月23日1701年9月16日 | 父亲被罢免继位为觊觎者 | 康沃尔公爵（1688年）、罗撒西公爵（1688年）、卡里克伯爵（1688年）、伦弗鲁男爵（1688年）、切斯特伯爵（1688年）、群岛之王（1688年）、苏格兰王子及王室管家（1688年） | 斯图亚特王朝         | 詹姆斯二世   |
| 乔治·奥古斯 都王子        |      | 儿子           | 1714年9月27日  | 受封         | 1727年6月11日               | 继位为乔治二世         | 康沃尔公爵（1714年）、罗撒西公爵（1714年）、剑桥公爵（1706年）、剑桥侯爵（1706年）、 米尔福德黑文伯爵（1706年）、诺萨勒顿子爵（1706年）、图克斯伯里男爵（1706年）、卡里克伯爵（1714年）、伦弗鲁男爵（1714年）、切斯特伯爵（1714年）、 群岛之王（1714年）、苏格兰王子及王室管家（1714年）                   | 汉诺威王朝           | 乔治一世     |
| 弗雷德里克· 路易王子      |      | 儿子           | 1729年1月8日   | 受封         | 1751年3月31日               | 逝世                   | 康沃尔公爵（1727年）、罗撒西公爵（1727年）、爱丁堡公爵（1726年）、格洛斯特公爵（1717年）、卡里克伯爵（1727年）、伦弗鲁男爵（1727年）、切斯特伯爵（1729年）、 伊利侯爵（1726年）、埃尔特姆伯爵（1726年）、朗塞斯顿子爵（1726年）、斯诺登男爵（1726年）、 群岛之王（1727年）、苏格兰王子及王室管家（1727年） | 汉诺威王朝           | 乔治二世     |
| 乔治·威廉·弗 雷德里克王子 |      | 孫子           | 1751年4月20日  | 受封         | 1760年10月25日              | 继位为乔治三世         | 爱丁堡公爵（1751年）、切斯特伯爵（1729年）、 伊利侯爵（1751年）、埃尔特姆伯爵（1751年）、朗塞斯顿子爵（1751年）、斯诺登男爵（1751年） | 汉诺威王朝           | 乔治二世     |
| 乔治·奥古斯都·腓特烈王子  |      | 儿子           | 1762年8月19日  | 受封         | 1820年1月29日               | 继位为乔治四世世       | 摄政王（1811年）、康沃尔公爵（1762年）、罗撒西公爵（1762年）、卡里克伯爵（1762年）、伦弗鲁男爵（1762年）、切斯特伯爵（1762年）、群岛之王（1762年）、苏格兰王子及王室管家（1762年） | 汉诺威王朝           | 乔治三世     |
| 阿尔伯特·爱德 华王子      |      | 儿子           | 1841年12月8日  | 受封         | 1901年1月22日               | 继位为爱德华七世       | 康沃尔公爵（1841年）、罗撒西公爵（1841年）、卡里克伯爵（1841年）、伦弗鲁男爵（1841年）、都柏林伯爵（1850年）、切斯特伯爵（1841年）、群岛之王（1841年）、 苏格兰王子及王室管家（1841年）、萨克森公爵（1841年）、萨克森-科堡-哥达王子（1841年）                                                              | 萨克森-科堡-哥达王朝 | 维多利亚女王 |
| 乔治王子                  |      | 儿子           | 1901年11月9日  | 受封         | 1910年5月6日                | 继位为乔治五世         | 康沃尔公爵（1901年）、罗撒西公爵（1901年）、约克公爵（1892年）、因弗内斯伯爵（1892年）、基拉尼男爵（1892年）、卡里克伯爵（1901年）、伦弗鲁男爵（1901年）、切斯特伯爵（1901年）、 群岛之王（1901年）、苏格兰王子及王室管家（1901年）、萨克森公爵（1865年）、萨克森-科堡-哥达王子（1865年）                  | 萨克森-科堡-哥达王朝 | 爱德华七世   |
| 爱德华王子                |      | 儿子           | 1910年6月23日  | 受封         | 1936年1月20日               | 继位为爱德华八世       | 康沃尔公爵（1910年）、罗撒西公爵（1910年）、卡里克伯爵（1910年）、伦弗鲁男爵（1910年）、切斯特伯爵（1910年）、群岛之王（1910年）、 苏格兰王子及王室管家（1910年）、萨克森公爵（1894年）、萨克森-科堡-哥达王子（1894年）                                                                                    | 温莎王朝             | 乔治五世     |
| 查尔斯王子                |      | 儿子           | 1958年7月26日  | 受封         | 2022年9月8日                | 继位为查尔斯三世       | 康沃尔公爵（1952年）、罗撒西公爵（1952年）、爱丁堡公爵（2021年）、梅里奥尼斯伯爵（2021年）、 卡里克伯爵（1952年）、伦弗鲁男爵（1952年）、格林威治男爵（2021年）、切斯特伯爵（1958年）、群岛之王（1952年）、苏格兰王子及王室管家（1952年）                                                                  | 蒙巴顿-温莎王朝      | 伊丽莎白二世 |
| 威廉王子                  |      | 儿子           | 2022年9月9日   | 受封         | 现任                        | 现任                   | 康沃尔公爵（2022年）、罗撒西公爵（2022年）、剑桥公爵（2011年）、 卡里克伯爵（2022年）、斯特拉森伯爵（2011年）、卡里克弗格斯男爵（2011年）、伦弗鲁男爵（2022年）、切斯特伯爵（2022年）、群岛之王（2022年）、苏格兰王子及王室管家（2022年）                                                                  | 蒙巴顿-温莎王朝      | 查尔斯三世   |

现任国王查尔斯三世是至今为止在位最久的威尔士亲王，共在位64年零44天，也是担任该职位最年长的人。在世界历史上，他担任法定继承人的时间也比任何其他人都长。其长子现任威尔士亲王威廉王子则是受封威尔士亲王时最年长的。

## 備註
1. ↑  這個詞彙在拉丁語中被稱作，意為「威爾斯眾親王」。不過，從奧瓦因收到來自托馬斯·貝克特和教宗亞歷山大三世的信件中可以看出，直到1169年，奧瓦因同時也使用了（「威爾斯親王」）和（「威爾斯人的親王」）這些稱號[1]。
2. ↑  從他在1246年登基直到1262年，盧埃林似乎避免使用任何頭銜[9]。相反，他在正式文件中採用的格式僅提及他來自格魯菲德·阿頗·羅埃林·阿頗·艾沃斯（Gruffudd ap Llywelyn ap Iorwerth）的血統。然而，他在1258年短暫改變了這種做法，當時在蘇格蘭和威爾斯領主之間的協議中，他首次使用了「威爾斯親王」的頭銜[8]。
3. ↑  1294年，馬多格·阿頗·盧埃林在北威爾斯發起了一場針對英格蘭統治的叛亂。有文件證據顯示，在這場叛亂期間，他曾自稱為「威爾斯親王」[18]。